# 蒂勒·赫德曼
蒂勒·赫德曼（瑞典語：Ture Hedman，1895年12月18日—1950年8月3日），生于斯德哥尔摩，瑞典男子体操运动员。他曾获得1920年夏季奥运会体操比赛男子团体瑞典式金牌。他于1950年在斯德哥尔摩去世。